# Krzyż Ligi Obrony
Krzyż Ligi Obrony lub Biały Krzyż Kaitseliitu, dawniej Order Krzyża Białego Związku Obrony (est. Kaitseliidu Valgerist) – trzyklasowe wojskowe odznaczenie organizacyjne estońskiej ochotniczej Ligi Obrony, nadawany od 19 czerwca 1929. Do 1936 funkcjonował jako odznaczenie państwowe, podobnie jak Order Estońskiego Czerwonego Krzyża, gdyż Estonia nie posiadała do 1936 oficjalnych odznaczeń. Obecnie nadawane ponownie od 1996.
Przed II wojną światową nikt nie został odznaczony I klasą orderu.

## Odznaczeni
W latach 1929–1940 order nadano około 6 tysiącom osób.